# Franklin Knight Lane

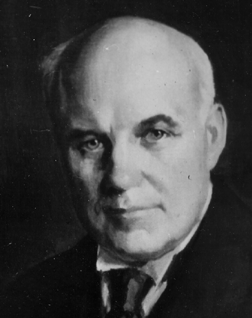
Franklin Knight Lane

Franklin Knight Lane (* 15. Juli 1864 in Charlottetown, Prince Edward Island, Kanada; † 18. Mai 1921 in Rochester, Minnesota) war ein US-amerikanischer Politiker (Demokratische Partei) kanadischer Herkunft, der dem Kabinett von US-Präsident Woodrow Wilson als Innenminister angehörte.

## Jurist und Journalist
Lane war drei Jahre alt, als seine Eltern Christopher S. Lane und Caroline Burns mit ihm 1867 nach Kalifornien zogen, wo sich die Familie im Napa Valley niederließ. Er besuchte die örtlichen Schulen und  studierte dann zunächst an der University of California. An deren Law School, dem Hastings College of Law in San Francisco, machte er dann 1886 seinen Abschluss. 1888 wurde er in die Anwaltskammer von Kalifornien aufgenommen.
Nach dem Studium wandte er sich zunächst dem Journalismus zu und arbeitete zwischen 1886 und 1895 als Korrespondent für den San Francisco Chronicle sowie als Redakteur für die Tacoma Daily News. Lane kehrte 1897 nach San Francisco zurück und war dort als Prozessanwalt der Stadt tätig; danach wurde er Staatsanwalt des mit der Stadt deckungsgleichen San Francisco County. Erfolglos blieben seine Kandidaturen als Gouverneur von Kalifornien 1902 und als Bürgermeister von San Francisco im Jahr darauf.

## Politische Aktivitäten
Nach dem San-Francisco-Erdbeben von 1906 gehörte er dem von Bürgermeister Eugene Schmitz ins Leben gerufenen Hilfskomitee (Committee of Fifty) an. Wenig später reiste er nach Washington, um mit Präsident Theodore Roosevelt über die Zukunft des Yosemite-Nationalparks zu sprechen. Dieser war von Lane beeindruckt und nominierte am 6. Dezember 1905 für den vakanten Sitz von Joseph W. Fifer in der Regulierungsbehörde Interstate Commerce Commission. Seine Bestätigung durch den US-Senat erfolgte am 29. Juni 1906 und seine Tätigkeit mit einer regulären Amtszeit bis zum 31. Dezember 1909 nahm er am 2. Juli 1906 auf. Während dieser Zeit wurde die Kommission mit dem Hepburn Act mit entsprechenden Rechten bezüglich der Durchsetzung ihrer Regulierungen im Schienenverkehr (Tarife, Fusionen) ausgestattet. Im Dezember 1909 wurde er von Präsident Taft für eine weitere siebenjährige Amtszeit nominiert und kurz darauf vom Senat bestätigt. Ab dem 13. Januar 1913 war er turnusgemäß Vorsitzender der Behörde.
Am 6. März desselben Jahres trat Franklin Lane dem Kabinett des neuen Präsidenten Woodrow Wilson als Innenminister bei. Sein Nachfolger in der ICC wurde John Hobart Marble.
Zu seinen wichtigsten Leistungen als Innenminister zählt die Gründung des National Park Service im Jahr 1916; während seiner Amtszeit erhielt das Ministerium, dessen Führungsetage zuvor im Gebäude des Patentamtes angesiedelt gewesen war, einen eigenen Sitz. Lane bemühte sich um die soziale Absicherung der Mitarbeiter seiner Behörde und gründete den Home Club, um die interne Zusammenarbeit zu fördern.
Politische Auseinandersetzungen mit dem Präsidenten sowie die niedrige Bezahlung als Staatsbediensteter führten zu Lanes Rücktritt am 1. März 1920, woraufhin er das Amt des Vizepräsidenten der Pan-American Petroleum Company übernahm. Außerdem wurde er Direktor der Metropolitan Life Insurance Company.
Er verstarb bereits im folgenden Jahr im Krankenhaus von Rochester nach einem Anfall von Angina Pectoris. Seine Asche wurde vom Gipfel des El Capitan über dem Yosemite-Nationalpark verstreut.

## Würdigung
Nach Franklin Knight Lane wurde eine High School in Brooklyn benannt. Größeren Bekanntheitsgrad erlangte er noch einmal, als er 1962 in Vladimir Nabokovs Roman Fahles Feuer (Pale Fire) zitiert wurde.